# Masahiko Inoha
Masahiko Inoha (jap. 伊野波雅彦, Inoha Masahiko; ur. 28 sierpnia 1985 w Miyazaki) – japoński piłkarz grający na pozycji obrońcy lub defensywnego pomocnika.

## Kariera piłkarska

### Kariera klubowa
Masahiko Inoha w 2006 roku podpisał profesjonalny kontrakt z zespołem z J-League FC Tokio. W lidze japońskiej zadebiutował 5 marca 2006 roku, w wygranym 2:0 spotkaniu z Oita Trinita. Inoha przebywał na boisku przez cały mecz. W swym pierwszym sezonie rozegrał 27 ligowych spotkań i zdobył jedną bramkę - w wygranym 5:1 spotkaniu z Avispa Fukuoka. W sumie w 2006 roku grał 35 razy w barwach Tokio. W sezonie 2007 20-krotnie przebywał na boiskach J-League. Nie zdobył żadnego gola.
Przed sezonem 2008 trafił do zespołu Kashima Antlers. W barwach tej drużyny zadebiutował w lidze 8 marca, w meczu przeciw Consadole Sapporo. Piłkarze Kashimy zwyciężyli 4:0. W sumie w sezonie 2008 Inoha grał 28 razy, w tym 23 w lidze. Nie zdobył bramki. Kashima została natomiast mistrzem kraju. W kolejnym roku grał 42-krotnie, 30 razy w lidze. Strzelił jedną bramkę, która dała zwycięstwo 1:0 jego drużynie z Oita Trinita. Masahiko ponownie zdobył z drużyną mistrzostwo.

### Kariera reprezentacyjna
W 2005 roku Inoha triumfował podczas Letniej Uniwersjady 2005 w Izmirze. W tym samym roku został powołany do reprezentacji na Mistrzostwa Świata U-20 2005. Wziął również udział w Igrzyskach Olimpijskich 2008 w Pekinie.
Inoha był również powołany do reprezentacji Japonii na Puchar Azji 2007. Nie grał jednak w żadnym meczu.

## Sukcesy

### Kashima Antlers
- Zwycięstwo
  - J-League – 2008, 2009
  - Superpuchar Japonii – 2009

## Statystyki
Stan na 14 marca 2010
| Sezon   | Liga     | Klub            | Liga | Liga | Puchar Kraju | Puchar Kraju | Puchar Ligi | Puchar Ligi | Azja | Azja | Łącznie | Łącznie |
| Sezon   | Liga     | Klub            | Wys  | Gole | Wys          | Gole         | Wys         | Gole        | Wys  | Gole | Wys     | Gole    |
| ------- | -------- | --------------- | ---- | ---- | ------------ | ------------ | ----------- | ----------- | ---- | ---- | ------- | ------- |
| 2006    | J-League | F.C. Tokyo      | 27   | 1    | 2            | 0            | 5           | 0           | -    | -    | 34      | 1       |
| 2007    | J-League | F.C. Tokyo      | 20   | 0    | 0            | 0            | 4           | 0           | -    | -    | 24      | 0       |
| 2008    | J-League | Kashima Antlers | 23   | 0    | 2            | 0            | 1           | 0           | 2    | 0    | 28      | 0       |
| 2009    | J-League | Kashima Antlers | 30   | 1    | 4            | 0            | 2           | 0           | 6    | 0    | 42      | 1       |
| 2010    | J-League | Kashima Antlers | 2    | 0    |              |              |             |             |      |      |         |         |
| Łącznie | Łącznie  | Łącznie         | 102  | 2    | 8            | 0            | 12          | 0           | 8    | 0    | 130     | 2       |